# Hatsuyuki (tàu khu trục Nhật) (1928)
Hatsuyuki (tiếng Nhật: 初雪) là một tàu khu trục hạng nhất của Hải quân Đế quốc Nhật Bản, thuộc lớp Fubuki bao gồm hai mươi bốn chiếc, được chế tạo sau khi Chiến tranh Thế giới thứ nhất kết thúc. Khi được đưa vào hoạt động, những con tàu này là những tàu khu trục mạnh mẽ nhất thế giới. Chúng phục vụ như những tàu khu trục hàng đầu trong những năm 1930, và tiếp tục là những vũ khí lợi hại trong cuộc Chiến tranh Thái Bình Dương. Hatsuyuki là một cựu binh của nhiều trận hải chiến trong những năm đầu tiên của chiến tranh, và đã bị không kích đánh chìm ngày 17 tháng 7 năm 1943 tại đảo Shortland trong Chiến tranh Thế giới thứ hai.

## Thiết kế và chế tạo
Việc chế tạo lớp tàu khu trục Fubuki tiên tiến được chấp thuận vào năm tài chính 1923 như một phần của chương trình có tham vọng cung cấp cho Hải quân Đế quốc Nhật Bản một ưu thế về chất lượng so với những tàu chiến hiện đại nhất của thế giới. Khả năng thể hiện của lớp Fubuki là một bước nhảy vọt so với các thiết kế tàu khu trục trước đó, nên chúng được gọi là các "tàu khu trục đặc biệt" (tiếng Nhật: 特型 - Tokugata). Kích thước lớn, động cơ mạnh mẽ, tốc độ cao, bán kính hoạt động lớn và vũ khí trang bị mạnh chưa từng có khiến cho các tàu khu trục này có được hỏa lực tương đương nhiều tàu tuần dương hạng nhẹ của hải quân các nước khác. Hatsuyuki được chế tạo tại Xưởng hải quân Maizuru, được đặt lườn vào ngày 12 tháng 4 năm 1926. Nó được hạ thủy vào ngày 29 tháng 9 năm 1928 và đưa ra hoạt động vào ngày 30 tháng 3 năm 1929. Nguyên được dự định mang số hiệu đơn giản là "Tàu khu trục số 37", nó được hoàn tất dưới tên gọi Hatsuyuki.

## Lịch sử hoạt động
Khi hoàn tất, Hatsuyuki được phân về Hải đội Khu trục 11 thuộc Hạm đội 2 Hải quân Đế quốc Nhật Bản. Trong cuộc Chiến tranh Trung-Nhật, Hatsuyuki đã giúp hỗ trợ cho cuộc đổ bộ lực lượng Nhật Bản trong trận Thượng Hải năm 1937, và sau đó là cuộc đổ bộ lên Hàng Châu phía Bắc Trung Quốc. Nó cũng từng tham gia vào việc Chiếm đóng Đông Dương thuộc Pháp vào năm 1940.
Vào lúc xảy ra cuộc tấn công Trân Châu Cảng, Hatsuyuki được phân về Hải đội Khu trục 11 của Đội khu trục 3 thuộc Hạm đội 1 Hải quân Đế quốc Nhật Bản và được bố trí từ Quân khu Hải quân Kure đến cảng Samah trên đảo Hải Nam. Từ ngày 4 tháng 12 năm 1941 đến ngày 30 tháng 1 năm 1942, Hatsuyuki nằm trong thành phần hộ tống cho các tàu tuần dương hạng nặng Suzuya, Kumano, Mogami và Mikuma rời Samah và vịnh Cam Ranh tại Đông Dương để hỗ trợ cho hoạt động chiến đóng Malaya, Banka-Palembang và quần đảo Anambas. Ngày 18 tháng 2, nó được ghi nhận đã đánh chìm hoặc chiếm giữ hai tàu vận tải đang tìm cách thoát khỏi Singapore.
Ngày 27 tháng 2, Hatsuyuki tham gia lực lượng chiếm đóng Java, và trong Trận chiến eo biển Sunda vào ngày 1 tháng 3, nó đã giúp vào việc đánh chìm tàu tuần dương Australia HMAS Perth và tàu tuần dương Hoa Kỳ USS Houston.
Hatsuyuki nằm trong lực lượng chiếm đóng phía Bắc đảo Sumatra vào ngày 12 tháng 3 và tham gia vào việc chiếm đóng quần đảo Andaman vào ngày 23 tháng 3. Trong cuộc không kích Ấn Độ Dương, Shirayuki được phân công tuần tra và hộ tống ngoài khơi Port Blair. Từ ngày 13 đến ngày 22 tháng 4 nó quay về Xưởng hải quân Kure để bảo trì.
Vào ngày 4-5 tháng 6, Hatsuyuki tham gia trận Midway trong thành phần lực lượng chính của Đô đốc Yamamoto Isoroku. Đến tháng 7 năm 1942, Hatsuyuki lên đường từ Amami-Oshima đến quân khu bảo vệ Mako, Singapore, Sabang và Mergui nhằm chuẩn bị cho một cuộc không kích Ấn Độ Dương thứ hai. Kế hoạch này bị hủy bỏ do việc lực lượng Đồng Minh đổ bộ lên Guadalcanal, và Hatsuyuki được gửi đến Truk và Rabaul. Từ tháng 8 trở đi, Hatsuyuki được sử dụng trong nhiều nhiệm vụ "Tốc hành Tokyo" vận chuyển tốc độ cao trong khu vực quần đảo Solomon. Trong một chuyến đi như vậy vào ngày 4-5 tháng 9, Hatsuyuki đã trợ giúp vào việc đánh chìm các tàu USS Gregory và USS Little.
Trong trận chiến mũi Esperance vào ngày 11-12 tháng 10, Hatsuyuki đã vớt 518 người sống sót từ chiếc tàu tuần dương hạng nặng Furutaka bị đánh chìm, và hai ngày sau đó đã hộ tống tàu tuần dương Aoba bị hư hại nặng quay trở về Truk. Trong trận Santa Cruz ngày 26 tháng 10, Hatsuyuki đã trực chiến trong tình trạng báo động tại đảo Shortland.
Sau khi giúp triệt thoái lực lượng Nhật Bản còn sống sót khỏi Guadalcanal vào đầu tháng 11, trong các ngày 14-15 tháng 11, Hatsuyuki tham gia trận Hải chiến Guadalcanal thứ hai, thoạt tiên nằm trong lực lượng hỗ trợ của Đô đốc Takeo Kurita, rồi sau đó gia nhập lực lượng bắn phá khẩn cấp của Đô đốc Nobutake Kondō. Cùng với tàu tuần dương hạng nhẹ Nagara, Hatsuyuki đã trợ giúp vào việc đánh chìm hai tàu khu trục USS Preston và USS Walke, loại khỏi vòng chiến USS Benham (bị đánh đắm sau trận đánh) và gây hư hại nặng cho USS Gwin, gây tổn thất nặng nề cho lực lượng Mỹ vào giai đoạn đầu của trận này. Hatsuyuki sau đó quay trở lại Truk vào ngày 18 tháng 11. Sau khi thực hiện thêm một chuyến đi vận chuyển đến Rabaul trong tháng 12, Hatsuyuki được phân công hộ tống chiếc tàu sân bay Hiyo quay trở về xưởng hải quân Kure để sửa chữa.
Vào tháng 1 năm 1943, Hatsuyuki hộ tống một đoàn tàu vận tải từ Pusan đến Palau và sau đó đến Wewak. Nó tiếp tục đảm trách vai trò tuần tra và hộ tống tại khu vực quần đảo Solomon cho đến cuối tháng 2, khi nó được tái bố trí về Hạm đội 8 Hải quân Đế quốc Nhật Bản.
Vào tháng 3, Hatsuyuki trợ giúp những người còn sống sót trong trận chiến biển Bismarck trước khi quay trở về Kure để tái trang bị. Sang tháng 5, nó hộ tống chiếc tàu sân bay Taiyō từ Yokouka đến Manila, Surabaya, Singapore, và quay trở lại quân khu bảo vệ Mako để quay về quân khu hải quân Sasebo. Vào tháng 6, Hatsuyuki quay trở lại Rabaul tiếp nối các nhiệm vụ "Tốc hành Tokyo". Trong trận chiến vịnh Kula ngoài khơi Kolombangara vào ngày 5 tháng 7, Hatsuyuki đối đầu với một nhóm tàu tuần dương và tàu khu trục Mỹ, và đã bị bắn trúng sáu quả đạn pháo tịt ngòi, làm hư hại bánh lái và thiệt mạng sáu thủy thủ.
Vào ngày 17 tháng 7 năm 1943, đang khi thả neo tại đảo Shortland để đưa hành khách lên bờ, Hatsuyuki chịu đựng một cuộc không kích bởi máy bay của Không lực Mỹ. Một quả bom đã phát nổ tại hầm đạn phía sau, đánh chìm nó tại vùng nước nông ở tọa độ 06°50′N 155°47′Đ / 6,833°N 155,783°Đ, khiến 120 người thiệt mạng (bao gồm 38 hành khách) và 36 người bị thương.
Vào ngày 5 tháng 10 năm 1943, Hatsuyuki được rút khỏi danh sách Đăng bạ Hải quân.

## Danh sách thuyền trưởng
- Trung tá Saburo Ishibashi (sĩ quan trang bị trưởng): 10 tháng 12 năm 1928 - 30 tháng 3 năm 1929
- Trung tá Saburo Ishibashi: 30 tháng 3 năm 1929 - 30 tháng 10 năm 1929
- Trung tá Ichiro Fukuhara: 30 tháng 10 năm 1929 - 1 tháng 12 năm 1930
- Thiếu tá Kinnosuke Kuwahara: 1 tháng 12 năm 1930 - 1 tháng 12 năm 1931
- Trung tá Hachiro Naotsuka: 1 tháng 12 năm 1931 - 11 tháng 1 năm 1932
- Thiếu tá Yoshio Kanemasu: 11 tháng 1 năm 1932 - 16 tháng 5 năm 1932
- Lực lượng dự bị: 16 tháng 5 năm 1932 - 1 tháng 7 năm 1932
- Trung tá Jihei Yamaguchi: 1 tháng 7 năm 1932 - 1 tháng 11 năm 1933
- Trung tá Sojiro Hisamune: 1 tháng 11 năm 1933 - 15 tháng 1 năm 1935
- Trung tá Michio Sugimoto: 15 tháng 1 năm 1935 - 1 tháng 4 năm 1935
- Thiếu tá Yonejiro Kusou: 1 tháng 4 năm 1935 - 11 tháng 3 năm 1936
- Thiếu tá Nobuki Ogawa: 11 tháng 3 năm 1936 - 15 tháng 6 năm 1936
- Thiếu tá Itsumi Shimizu: 15 tháng 6 năm 1936 - 1 tháng 12 năm 1937
- Thiếu tá Sadatoshi Hirose: 1 tháng 12 năm 1937 - 25 tháng 6 năm 1938
- Thiếu tá Zenji Ichimon: 25 tháng 6 năm 1938 - 1 tháng 12 năm 1938
- Thiếu tá WakVào    ito Yamakuma: 1 tháng 12 năm 1938 - 1 tháng 12 năm 1939; thăngTrung tá 15 tháng 11 năm 1939
- Thiếu tá Tooru Iwahashi: 1 tháng 12 năm 1939 - 20 tháng 8 năm 1941; thăng Trung tá 15 tháng 11 năm 1940
- Thiếu tá Junnari Kamiura: 20 tháng 8 năm 1941 - 12 tháng 5 năm 1942
- Thiếu tá Tatsuya Yamaguchi: 12 tháng 5 năm 1942 - 20 tháng 5 năm 1943
- Thiếu tá Yoshiro Sugihara: 20 tháng 5 năm 1943 - 17 tháng 7 năm 1943